# Hisayoshi Harasawa
Hisayoshi Harasawa (原沢 久喜?, Harasawa Hisayoshi; Shimonoseki, 3 luglio 1992) è un judoka giapponese, vincitore della medaglia d'argento nei +100 kg a Rio de Janeiro 2016.

## Palmarès
- Giochi olimpici

Rio de Janeiro 2016: argento nei +100 kg.
- Mondiali

Budapest 2017: oro nella gara a squadre.
Baku 2018: oro nella gara a squadre e bronzo nei +100 kg.
Tokyo 2019: oro nella gara a squadre e argento nei +100 kg.
- Universiadi

Gwangju 2015: oro nei +100 kg.